# Alexandra Engen
Alexandra Catharina Engen (ur. 5 stycznia 1988 w Sarpsborgu w Norwegii) – szwedzka kolarka górska i szosowa, wielokrotna medalistka mistrzostw świata i Europy MTB, a także zdobywczyni Pucharu Świata MTB.

## Kariera
Pierwszy sukces w karierze Alexandra Engen osiągnęła w 2006 roku, kiedy zdobyła brązowy medal w kategorii juniorek podczas mistrzostw Europy MTB w Limosano. Dwa lata później wspólnie z kolegami z reprezentacji zdobyła brązowy medal w sztafecie na ME w St. Wendel. Trzy kolejne medale zdobyła w 2009 roku: srebrny w kategorii U-23 na mistrzostwach świata MTB w Canberze oraz złoty w sztafecie i kolejny srebrny w kategorii U-23 na mistrzostwach Europy w Zoetermeer. Następnie zdobyła złote medale U-23 zarówno na ME w Hajfie, jak i MŚ w Mt-Sainte-Anne. Zwyciężyła także w konkurencji cross-country eliminator podczas mistrzostw świata MTB w Leogang. W zawodach tych bezpośrednio wyprzedziła Jolandę Neff ze Szwajcarii oraz Polkę Aleksandrę Dawidowicz. Wynik ten powtórzyła na mistrzostwach świata MTB w Pietermaritzburgu, wyprzedzając Jolandę Neff i jej rodaczkę Lindę Indergand. W tym samym roku została także pierwszą zwyciężczynią klasyfikacji końcowej Pucharu Świata w eliminatorze. W 2012 roku wystąpiła na igrzyskach olimpijskich w Londynie, gdzie rywalizację w cross-country ukończyła na szóstej pozycji. W 2014 roku zdobyła brązowy medal podczas mistrzostw Europy St. Wendel, plasując się za dwoma Szwajcarkami: Kathrin Stirnemann i Lindą Indergand. W sezonie 2014 była ponadto trzecia w klasyfikacji końcowej, ponownie uznając wyższość Stirnemann i Indergand.
Engen jest ponadto wielokrotną medalistką mistrzostw Szwecji w kategorii juniorek. Startuje także w wyścigach szosowych, zdobyła między innymi cztery medale mistrzostw Szwecji (dwa brązowe w 2005 roku oraz srebrny i brązowy w 2006 roku).